# Armasz
Armasz – wieś w Armenii, w prowincji Ararat. W 2011 roku liczyła 2378 mieszkańców.